# جحيم في الهند (فلم)
جحيم في الهند هو فيلم مصري كوميدي من بطولة محمد إمام وياسمين صبري وبيومي فؤاد ومن إنتاج زين الكردي واخراج معتز التوني تم إصداره سنة 2016 وهو فيلم العيد. حصد الفيلم على 32,166,584 جنيه مصري إيرادات
تاريخ عرض الفيلم يوافق عشية عيد الفطر لسنة 1437 هـ.

## القصة
تدور أحداث الفيلم بإطار كوميدي حيث يتم توكيل قوات خاصة لإنقاذ السفير المصري في الهند بعد اختطافه، وبعد ذلك يكتشف الضابط المكلف بالمهمة أن فرقة الإنقاذ ليست من فرق القوات الخاصة بل فرقة موسيقية شعبية ما يجعل الجميع يقعون في كثير من المغامرات الكوميدية والمواقف الغريبة.

## بطولة
- محمد عادل إمام (آدم صبري)
- حسن حسني
- ياسمين صبري (دينا)
- بيومي فؤاد (الصول شامل)
- محمد سلام (سناء)
- أحمد فتحي
- حمدي الميرغني
- محمد أنور
- مصطفى خاطر
- ويزو (ممثلة)
- محمد عبد الرحمن
- طاهر أبو ليلة
- محمد ثروت

## طاقم العمل
- محمد عز الدين (تأليف)
- مصطفى صقر (تأليف)
- معتز التوني (إخراج)
- زين الكردي (إنتاج)

## وصلات خارجية
- مقالات تستعمل روابط فنية بلا صلة مع ويكي بيانات